# Phaula microsticta
Phaula microsticta là một loài bọ cánh cứng trong họ Cerambycidae.